# Rhadinella godmani
Rhadinella godmani е вид змия от семейство Смокообразни (Colubridae). Видът не е застрашен от изчезване.

## Разпространение и местообитание
Разпространен е в Гватемала, Коста Рика, Мексико, Панама, Салвадор и Хондурас.
Обитава гористи местности, планини, възвишения, пасища и плата.